# Tempelj Kedarešvara, Halebidu
Tempelj Kedarešvara je stavba iz obdobja Hojsala v zgodovinsko pomembnem mestu Halebidu v okrožju Hasan v zvezni državi Karnataka v Indiji. Je blizu znamenitega templja Hojsalešvara. Tempelj sta zgradila kralj Hojsala Vera Balala II. (vladal 1173–1220 n. št.) in njegova kraljica Ketaladevi, glavno božanstvo pa je Išvara (drugo ime za hindujskega boga Šivo). Tempelj je zaščiten kot spomenik nacionalnega pomena s strani Arheološkega zavoda Indije.

## Opis
Po mnenju umetnostnega zgodovinarja Adama Hardyja je bil tempelj zgrajen pred letom 1219 našega štetja in je zgrajen iz steatita. Uporabo steatita so najprej popularizirali zahodni Čalukja, preden je postal standard pri arhitektih Hojsala iz 12. in 13. stoletja. Tempelj stoji na ploščadi, imenovani džagati, ki je običajno visoka pet do šest metrov in do katere se pride po stopnicah. Po mnenju zgodovinarja Kamatha je to Hojsala inovacija. Templji Hojsala običajno ne nudijo poti za obhod (pradakšina patha) okoli notranjega svetišča (garbhagriha). Vendar pliščad poleg tega, da opazovalcu omogoča dober pogled na stenski relief in skulpture, zagotavlja to udobje. Tloris glavnega svetišča (Vimana) je v obliki zvezde (zvezdast) z dvema manjšima svetiščema, ki imata perforirana okna (imenovana džali, dobesedno 'rešeto') na straneh. Po besedah umetnostnega zgodovinarja Gerarda Foekeme so načrti templjev v obliki zvezde ali »zamaknjenega kvadrata« (ali križa v kvadratu) precej pogosti med konstrukcijami Hojsala, ki ustvarjajo več štrlin in vdolbin v zunanjih stenah. V teh projekcijah so arhitekti Hojsala ustvarili ponavljajoče se dekorativne skulpture in reliefe, imenovane »arhitekturna artikulacija«.
Ker ima tempelj tri svetišča, se kvalificira kot trikuta, struktura treh svetišč. Pogosto ima v trikutah samo osrednje svetišče stolp, medtem ko sta stranski svetišči praktično skriti za debelimi zunanjimi stenami in se zdi, da so del same dvorane. Kljub temu, da je tempelj povezan z bogom Šivo, je dobro znan po svojih frizih in reliefu na plošči, ki prikazuje upodobitve tako iz legende Šaive kot Vaišnave (povezane z bogom Višnujem). Tri svetišča so povezana z »razporejeno kvadratno« (razčlenjeno) osrednjo dvorano (mahamandapa) s posameznimi preddverji, imenovanimi sukanasi. Veranda povezuje osrednjo dvorano s ploščadjo. Osnova stene templja (adhisthana) okoli skupne dvorane in dveh stranskih svetišč je sestavljena iz profilov, od katerih je vsak obdelan z reliefnimi frizi, ki prikazujejo živali in epizode iz hindujskega izročila (purana). Zgodovinar Kamath to imenuje »horizontalna obravnava«. Podoba božanstva čaščenja manjka v vseh treh svetiščih in nadgradnja nad vsemi tremi svetišči je izgubljena. Nekateri omembe vredni kipi, ki jih je vredno omeniti, so plešoča Bhairava (oblika Šive), Govardhana (bog Krišna, ki dviguje goro), bog Višnu kot Varadaraja in lovka.

## Galerija
- Še en pogled na tempelj Kedarešvara
- Še en profilni pogled na tempelj
- Okrašen podboj in preklada nad vhodom v svetišče
- Stenski relief božanstev v templju Kedarešvara v Halebiduju
- Profil kvadratne mandape in zvezdastega svetišča
- Bogato okrašena edikula znotraj mandape v templju Kedarešvara
- Oblikovani friz in zunanja stenska dekoracija
- Bližnji posnetek zvezdastih konic, ki prikazuje oblikovane in stenske reliefne skulpture hindujskih božanstev v templju Kedarešvara
- Struženi stebri podpirajo strop oboka
- Relief hindujskih božanstev pod spodnjim preddverjem in miniaturnimi okrasnimi stolpi nad njim
- Skulptura hindujskega božanstva
- Strop oboka v templju Kedarešvara
- Strop oboka
- Pogled na osrednji kupolasti strop, podprt s struženimi stebri v mandapi v templju Kedarešvara v Halebiduju